# Simon the Sorcerer’s Puzzle Pack
Simon the Sorcerer’s Puzzle Pack (также известна как Simon’s Puzzle Pack) — компьютерная игра, разработанная и выпущенная компанией Adventure Soft для платформы Windows 1 сентября 1998 года. Является спин-оффом серии Simon the Sorcerer и представляет собой сборник игр-головоломок с участием персонажей из этой серии. В Германии игра вышла под названием Simon the Sorcerer's Game Pack.

## Игры
В сборник Simon the Sorcerer’s Puzzle Pack входят четыре игры:
- Swampy Adventures — в этой игре игрок должен помочь Болотничку спасти его детей, которых похитил злой волшебник Сордид, чтобы сшить из них куртку. Игра представляет собой головоломку, похожую своим геймплеем на Sokoban. От игрока в ней требуется прокладывать себе путь к логову Сордида предвигая ящики, валуны и другие объекты. Помимо передвигания блоков, игрок должен разрушать некоторые объекты, нажимать выключатели, находить ключи и избегать ловушек. Всего в игре 50 уровней[3][4][5].
- NoPatience — коллекция из четырёх карточный пасьянсов, в которых используются колоды карт с изображениями персонажей серии Simon the Sorcerer[4].
- Jumble — набор перестановочных головоломок, в которых игроку показывается видео из игр The Feeble Files и Simon the Sorcerer 3D, а затем разбивается на фрагменты, которые необходимо двигать, собрав оригинальное видео обратно[4].
- Demon in My Pocket (DIMP) — виртуальный питомец, в стиле Тамагочи. В этой программе питомца-демона необходимо пытать и бить для того чтобы он был счастлив[5].

Помимо игр, в состав Puzzle Pack были включены три темы для Рабочего стола Windows.

## Отзывы
| Иноязычные издания | Иноязычные издания |
| Издание            | Оценка             |
| ------------------ | ------------------ |
| PC Games           | 18 %               |
| Secret Service     | 6/10               |

Обозреватель журнала Secret Service дал Simon the Sorcerer’s Puzzle Pack положительный отзыв. В своей рецензии он написал, что среди четырёх разных игр представленных в сборнике каждый найдет что-то для себя. Игровой журналист Курт Калата в своём обзоре на спин-оффы серии Simon the Sorcerer для книги The Guide to Classic Graphic Adventures высказал мнение, что Adventure Soft выпустили эту игру наряду с Simon the Sorcerer Pinball для того чтобы заполнить период между выходом Simon the Sorcerer 3D и Simon the Sorcerer 3D. Он заключил, что ни одна игра из входящих в Simon the Sorcerer’s Puzzle Pack ничем не примечательна и быстро надоедает. Критик журнала PC Games дал игре резко негативную оценку и написал, что «Puzzle Pack имеет такое же отношение к Simon the Sorcerer, как Гарри Поттер — к Макарене».